# وزارت امنیت داخلی ایالات متحده آمریکا

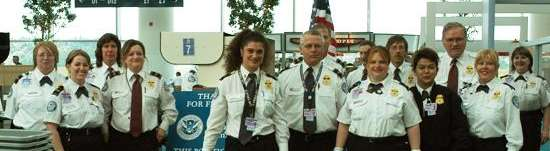
تصویری از برخی کارکنان سازمان

وزارت امنیت داخلی ایالات متحده آمریکا (به انگلیسی: United States Department of Homeland Security)، وزارت امنیت ملی ایالات متحده آمریکا یا وزارت امنیت میهن ایالات متحده آمریکا، یکی از پانزده وزارتخانهٔ دولت فدرال ایالات متحده آمریکا است.
در سال ۲۰۰۲ مباحث مربوط به مسائل امنیتی در ایالات متحده آمریکا سرانجام به تشکیل وزارتخانه جدیدی تحت عنوان وزارت امنیت داخلی منجر شد که در آن حداقل ۱۸ سازمان و آژانس امنیتی ادغام شد. این آژانس‌ها طیف گسترده‌ای را از اداره مهاجرت تا گارد ساحلی و نهادهای حمل و نقل و هواپیمایی را در بر می‌گرفت. در آن زمان، ناهماهنگی میان دستگاه‌های امنیتی عامل اصلی وقوع حادثه ۱۱ سپتامبر شناخته می‌شدند.
وزارت امنیت داخلی به ابتکار جرج دبلیو بوش رئیس‌جمهور ایالات متحده آمریکا ابتدا به صورت یک دفتر فدرال با نقش وزارتی تشکیل شد و پس از پیروزی حزب جمهوریخواه ایالات متحده آمریکا در انتخابات میان دوره‌ای کنگره ایالات متحده آمریکا در نوامبر سال ۲۰۰۲ به چهاردهمین وزارتخانه ایالات متحده تبدیل شد.
این وزارتخانه در عین حال یکی از اعضای جامعه اطلاعاتی ایالات متحده آمریکا به‌شمار می‌آید.
اداره گمرک و محافظت مرزی ایالات متحده آمریکا و سرویس حفاظت فدرال شاخه‌ای از این سازمان هستند.